# The Nashville Teens
The Nashville Teens is een Britse popgroep, opgericht in Weybridge, Surrey in de zomer van 1962.

## Samenstelling
In de jaren zestig had de groep twee zangers, die dan weer close harmony zongen, dan weer elkaar afwisselden. De bezetting in die jaren was:
- Ray Phillips, zang
- Arthur Sharp, zang
- John Hawken, piano
- Mick Dunford (1944–2012), gitaar, in 1963 vervangen door John Allen, die in 1969 op zijn beurt vervangen werd door Len Tuckey
- Peter Harris, basgitaar, in 1962 vervangen door Pete Shannon, die in 1966 weer vervangen werd door Neil Korner van The New Vaudeville Band. Neil Korner werd op zijn beurt in 1969 vervangen door Roger Dean
- Dave Maine, drums, in 1962 vervangen door Roger Groome, die in 1963 weer vervangen werd door Barry Jenkins. Toen Jenkins in 1966 naar The Animals vertrok, kwam Roger Groome weer terug

In 1963 had de groep korte tijd een derde zanger: Terry Crowe.
Ray Phillips kreeg in 1966 het aanbod om toe te treden tot Cream. Hij weigerde.

## Carrière
Anders dan veel groepen die vanuit het amateurcircuit de popmuziek binnenkwamen, hadden alle leden van The Nashville Teens een gedegen muzikale opleiding. De groep begon zijn carrière als begeleidingsgroep voor zangers op tournee. Legendarisch is het optreden als begeleidingsgroep voor Jerry Lee Lewis in de Star Club in Hamburg op 5 april 1964. De lp die van dit optreden gemaakt is, Live at the Star Club, Hamburg, is volgens de popgids Allmusic ‘de beste rock-'n-roll-lp die ooit gemaakt is’.
Ze begeleidden ook Carl Perkins, Gene Vincent en Chuck Berry tijdens tours door Engeland. Ze zijn te horen op Carl Perkins' single Big Bad Blues, opgenomen in mei 1964. Hun toenmalige manager Don Arden zocht contact met de producer Mickie Most, die wel wat in de groep zag.
In juni 1964 liet hij de groep zijn eerste single opnemen: Tobacco Road, een compositie van John D. Loudermilk. De plaat was een groot succes en bereikte nr. 6 in de Engelse en nr. 14 in de Amerikaanse hitparade.
Het succes van Tobacco Road heeft de groep nooit kunnen evenaren. De opvolger, Google Eye, ook geschreven door Loudermilk, bereikte nr. 10 in Engeland en deed niets in de VS.
Hun volgende platen haalden geen van alle de Top-30. Voor een groot deel is dat te wijten aan Decca, hun platenmaatschappij. Decca besteedde veel aandacht aan de promotie van zijn topartiesten, zoals The Rolling Stones en Tom Jones, maar weinig aan de artiesten van het tweede plan, zoals The Applejacks, Them en The Nashville Teens. Bovendien had Decca niet altijd een even gelukkige hand in wat ze van haar artiesten op de plaat zette. Zo bracht ze in mei 1965 van The Nashville Teens The Little Bird uit, een nummer dat al een halfjaar eerder opgenomen was. De maand tevoren had Marianne Faithfull, een zangeres die toen pas begon, hetzelfde nummer uitgebracht. Dat kwam bij het publiek over alsof The Nashville Teens de carrière van Marianne Faithfull wilden dwarsbomen.
Op het eind van de jaren zestig moest de groep het vooral hebben van optredens in clubs en danszalen. Een overstap naar de platenmaatschappij Major Minor Records in 1969 en naar Parlophone in 1971 bracht hen niet terug in de hitparade. In 1973 hing de groep de lier aan de wilgen. John Hawken was al eerder vertrokken naar Renaissance en Arthur Sharp ging werken voor hun ex-manager Don Arden.

## Herrijzenis
In 1980 herrees de groep op initiatief van Ray Phillips. Geen van de andere ex-leden was erbij betrokken. De groep bestaat nog steeds; de huidige bezetting is:
- Ray Phillips, zang
- Colin Pattenden, zang en basgitaar
- Simon Spratley, piano
- Ken Osborn, gitaar
- Adrian Metcalfe, drums

## Optredens in films
De groep is te zien in drie films. De eerste is Pop Gear van Frederic Goode uit 1965. De film laat een lange reeks popartiesten zien, die elk een of twee nummers brengen. The Beatles spelen live voor een publiek; alle andere artiesten (onder wie The Animals, The Honeycombs, Peter & Gordon en Herman's Hermits) playbacken in de studio. The Nashville Teens playbacken Tobacco Road en Google Eye. In de Verenigde Staten is de film uitgebracht onder de naam Go Go Mania.
De tweede film is Be My Guest van Lance Comfort, ook uit 1965. Een familie heeft een hotel in Brighton geërfd en tracht de exploitatie rond te krijgen. Hun zoon werkt bij een plaatselijke krant en probeert in zijn vrije tijd een popgroep, The Smart Alecks, op te richten. Een van de leden wordt gespeeld door Steve Marriott, later van The Small Faces. Een talentenjacht, waaraan ook The Smart Alecks meedoen, is een mooie gelegenheid om een paar artiesten voorbij te laten komen, waaronder The Nashville Teens. Ook Jerry Lee Lewis treedt op, begeleid door The Nashville Teens.
De derde film is Gonks Go Beat van Robert Hartford-Davis. De plot van deze film is nog flinterdunner dan die van Be My Guest. De film speelt in de verre toekomst. Een buitenaards wezen van de planeet Gonk komt naar de aarde om vrede te stichten tussen de twee overgebleven naties, waarvan de ene van rock-'n-roll houdt en de andere van ballads. Dat biedt natuurlijk een uitgelezen kans om een groot aantal artiesten de revue te laten passeren. Naast The Nashville Teens zijn de bekendste namen Lulu en The Graham Bond Organisation, de band waarin Ginger Baker toen speelde.

## Discografie

### Singles
- juni 1964: Tobacco Road/I Like It Like That
- oktober 1964: Google Eye/T.N.T.
- februari 1965: Find My Way Back Home/Devil-in-Law
- mei 1965: The Little Bird/Whatcha Gonna Do
- oktober 1965: I Know How It Feels to Be Loved/Soon Forgotten
- januari 1966: The Hard Way/Upside Down
- augustus 1966: Forbidden Fruit/Revived 45 Time
- januari 1967: That’s My Woman/Words
- maart 1967: I’m Coming Home/Searching
- september 1967: The Biggest Night of Her Life/Last Minute
- maart 1968: All Along the Watchtower/Sun Dog
- 1969: The Lament of the Cherokee Reservation Indian/Looking for You
- 1971: Ella James/Tennessee Woman

### EP
- 1964: The Nashville Teens: How Deep Is the Ocean, I Need You Baby (Mona), Parchman Farm, Bread and Butter Man

### LP’s
- 1964: Tobacco Road (uitgebracht in de VS en Canada):
  - Tobacco Road, I Need You Baby (Mona), Need You, Bread and Butter Man, Hurting Inside, Hootchie Kootchie Man, Google Eye, Too Much, Parchman Farm, I Like It Like That, How Deep Is the Ocean, La Bamba
- 1972: Nashville Teens:
  - The Biggest Night of Her Life, Let It Rock/Rocking on the Railroad, I’m a Lonely One, Chantilly Lace, Day and Night, Ex Kay on LX, Widdicombe Fair, All Along the Watchtower, Lawdy Miss Clawdy, Tobacco Road, The Little Bird, Break Up, Sun Dog, I’m Coming Home

### Verzamel-cd’s
- 1993: The Best of the Nashville Teens 1964-1969:
  - Tobacco Road, I Need You Baby (Mona), T.N.T., Parchman Farm, Need You, La Bamba, Bread and Butter Man, Google Eye, Hootchie Kootchie Man, How Deep Is the Ocean, Find My Way Back Home, Devil-in-Law, Too Much, Hurtin’ Inside, I Like It Like That, Searching, Soon Forgotten, The Little Bird, I’m Coming Home, The Hard Way, Words, That’s My Woman, The Lament of the Cherokee Reservation Indian, Looking For You
- 2000: Tobacco Road (geproduceerd in Duitsland):
  - Tobacco Road, I Need You Baby (Mona), Need You, Bread and Butter Man, Hurtin’ Inside, Hootchie Kootchie Man, Google Eye, Too Much, Parchman Farm, I Like It Like That, How Deep Is the Ocean, La Bamba, T.N.T., Devil-in-Law, Find My Way Back Home, Whatcha Gonna Do, I Know How It Feels to Be Loved, Upside Down, Forbidden Fruit, Revived 45 Time, That’s My Woman, I’m Coming Home, The Biggest Night of Her Life, Last Minute, All Along the Watchtower, Sun Dog, Poor Boy,[4] Ella James, Tennessee Woman
- 2007: Rockin’ Back to Tobacco Road:[5]
  - Let It Rock/Rocking on the Railroad, I’m a Lonely One, Chantilly Lace, Break Up, Tobacco Road, Widdicombe Fair, Lawdy Miss Clawdy, Ex Kay on LX, The Biggest Night of Her Life, Last Minute, All Along the Watchtower, Sun Dog, Hitch Hike, The Little Bird, Widdicombe Fair (alternate version), The Lament of the Cherokee Reservation Indian, Train Keeps a-Rollin’, Tennessee Woman, Fishhead, New York Mining Disaster, Half-breed, Day and Night